# 吕利赛姆
吕利赛姆（法語：Ruelisheim，法語發音：[ʁylisaim] ⓘ）是法国上莱茵省的一个市镇，属于米卢斯区。

## 地理
吕利赛姆（47°49'23"N, 7°21'30"E）面积7.27 平方千米，位于法国大東部大區上莱茵省，该省份为法国东部内陆省份，是阿尔萨斯的一部分，今与下莱茵省组成了阿尔萨斯欧洲集体，其北临下莱茵省，西接孚日省，西南接贝尔福地区省，东侧沿莱茵河与德国相望，南与瑞士接壤。
与吕利赛姆接壤的市镇（或旧市镇、城区）包括：恩西赛姆、巴特奈姆、巴尔德赛姆、维特奈姆、皮尔沃赛姆。
吕利赛姆的时区为UTC+01:00、UTC+02:00（夏令时）。

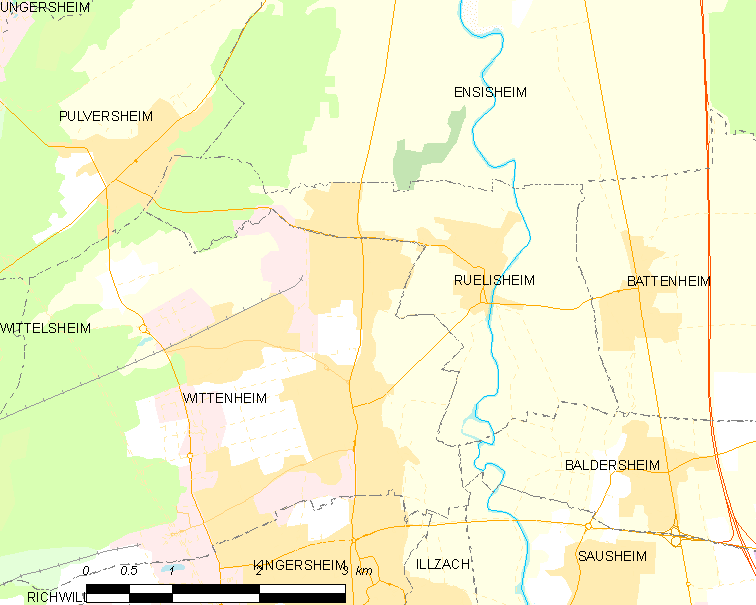
吕利赛姆的OSM定位图

## 行政
吕利赛姆的邮政编码为68270，INSEE市镇编码为68289。

## 政治
吕利赛姆所属的省级选区为维特奈姆县。

## 人口

1962-2008年间吕利赛姆人口变化图示

吕利赛姆于2022年1月1日时的人口数量为2486人。